# Kappel (Unterammergau)
Kappel ist eine Einöde in der oberbayerischen Gemeinde Unterammergau im Landkreis Garmisch-Partenkirchen und einer der drei amtlich benannten Gemeindeteile dieser Gemeinde.

## Lage
Der Ortsteil liegt nördlich des Ortsteils Unterammergau auf der rechten Seite der Ammer zwischen Unterammergau und dem Saulgruber Ortsteil Wurmansau. Westlich von Kappel liegt links der Ammer der Unterammergauer Ortsteil Scherenau. Im Osten zieht sich der Wald zum Hörnle hinauf. Im Norden des Ortsteils fließt die Kappellaine zur Ammer hin.

## Geschichte
Der Legende nach soll der Ammergauer Graf Eticho um 900 hier ein kleines Kloster gegründet haben. Urkundlich ist das jedoch nicht belegt und ist geschichtlich wohl nicht haltbar. In schriftlichen Quellen wird die Kapelle, die dem Ortsteil seinen Namen gab und die später zur Kappelkirche erweitert wurde, erst um 1450 erwähnt. Die Kapelle wurde wohl aus Anlass eines wundersamen Ereignisses errichtet, das möglicherweise ein eucharistisches Wunder darstellte: Ein „Heiltum“ war wohl in einer Monstranz aufbewahrt worden und könnte daher eucharistischen Ursprungs sein. Nachdem die Kapelle für die Wallfahrt zu klein geworden war, wurde sie 1618–1619 neu errichtet.  Während des spanischen Erbfolgekrieges wurde die Kirche von österreichischen Truppen geplündert und entweiht. Im Zuge der Säkularisation 1803 sollte die Kirche eigentlich abgerissen werden. Die Bürger von Unterammergau setzten sich jedoch für ihren Erhalt ein. Von 1967 bis 1968 wurde die Kirche renoviert.

## Ortsbild

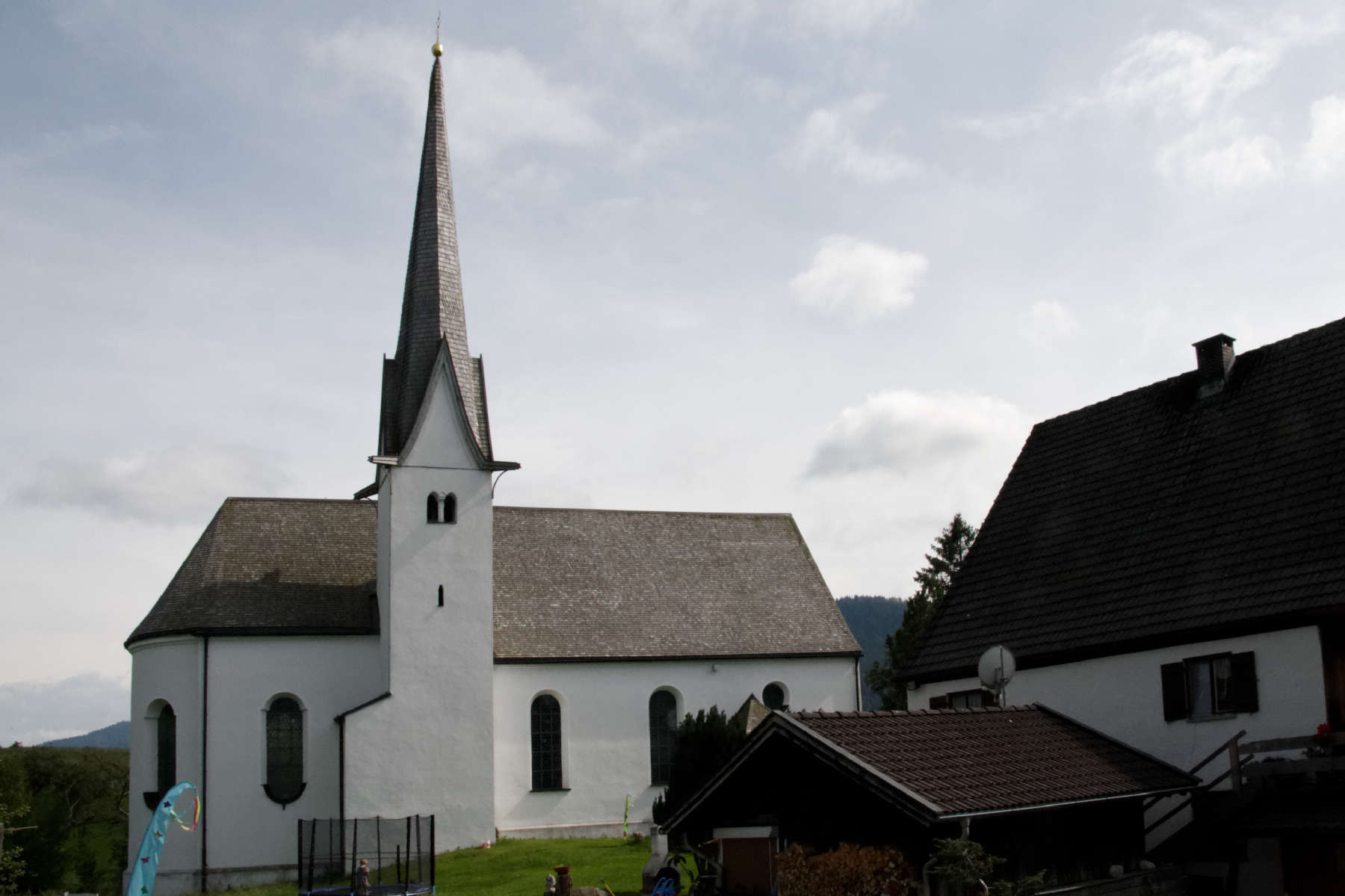
Kappelkirche und Mesnerhaus

Das Ortsbild ist geprägt durch die auf einer Geländestufe liegende Kappelkirche Heilig Blut und ihren gotischen Kirchturm mit Spitzhelm. Neben der Kappelkirche auf der Höhe liegen das ehemalige Mesnerhaus, ein zweigeschossiger Steildachbau mit Satteldach, und die dazugehörigen Wirtschaftsgebäude. Die Kirche und das Mesnerhaus sind als Baudenkmäler in die Bayerische Denkmalliste eingetragen.
Unterhalb der Kappelkirche steht am Fuß der Geländestufe die Xaveri-Kapelle, ein Kapellenbildstock mit einer Figur des heiligen Franz-Xaver. An dem Fußweg hoch zur Kirche stehen fünf steinerne Bildstöcke aus der zweiten Hälfte des 19. Jahrhunderts, in denen Reliefs mit den schmerzensreichen Geheimnissen des Rosenkranzes untergebracht waren. Auch diese Bildstöcke stehen unter Denkmalschutz. Neben dem Weg liegt eine Mariengrotte im Stil Lourdesgrotte mit einer Figur der Maria Königin des Friedens.